# Stazione di Crescentino
Stazione di Crescentino vasútállomás Olaszországban, Crescentino településen.

## Vasútvonalak
Az állomást az alábbi vasútvonalak érintik:
- Chivasso–Alessandria-vasútvonal

## Kapcsolódó állomások
A vasútállomáshoz az alábbi állomások vannak a legközelebb:
- Stazione di Borgo Revel
- Stazione di Fontanetto Po